# Рено, Мишель
Мишель Рено Руэсга (исп. Michelle Renaud Ruesga; род. 9 сентября 1988 года) ― мексиканская актриса.

## Биография
Дебют Рено состоялся в 1992 году, когда она была ребенком, в сериале «Ангелы без рая». В 2004 году она вернулась на экраны в сериале «Бунтарка», где сыграла Мишель Пинеду. В 2009 году она сыграла в сериале «Хамелеоны» вместе с Белиндой и Альфонсо Эррерой. В последующие годы она сыграла в теленовеллах «Полная любви», «Ни с тобой, ни без тебя» и «Женщина в Вендавале».
В 2014 году она появилась в качестве специального гостя в теленовелле «Цвет страсти». Позже в том же году она дебютировала в качестве ведущей актрисы, сыграв главную роль в теленовелле «Тень прошлого» с Пабло Лайлом.
В свободное время она увлекается живописью и делится своими работами с поклонниками в своем аккаунте в Instagram.
С 2016 по 2018 год она была замужем за мексиканским ресторатором и музыкантом Хосуэ Альварадо; они познакомились через брата Рено и прожили вместе 6 лет, пока не развелись. Они поженились, когда Рено была на третьем месяце беременности. У них есть сын, который родился в 2017 году. Позже она публично обвинила Альварадо в токсичности во время их брака. 
В 2018 году она находилась в отношениях с актером, Данило Каррера.
В декабре 2023 года она вышла замуж за Матиаса Новоа на небольшой церемонии. В начале 2024 года она объявила о своей беременности вторым сыном с помощью ЭКО. Рено прошла процедуру в конце 2023 года. Пара решила покинуть Мехико и поселиться в Испании.

## Фильмография
| Год       | Название                | Роль                         | Прим.            |
| --------- | ----------------------- | ---------------------------- | ---------------- |
| 1992      | Ангелы без рая          |                              |                  |
| 2004–2006 | Бунтарка                | Мишель                       | постоянная роль  |
| 2009      | Хамелеоны               | Бетина                       |                  |
| 2010      | Полная любви            | Лорена                       | 15 серия         |
| 2011      | Ни с тобой, ни без тебя | Кони                         |                  |
| 2012–2013 | Женщина шторма          | Альба                        |                  |
| 2014      | Цвет страсти            | Ребека                       | 5 серий          |
| 2014      | Как говорится           | Аналу                        | 4 сезон 29 серия |
| 2014–2015 | Тень прошлого           | Альдонса                     | главная роль     |
| 2015–2016 | Страсть и власть        | Реджина                      |                  |
| 2017      | Súper X                 | Викки                        |                  |
| 2018      | Дочери Луны             | Хуана                        | главная роль     |
| 2019      | Королева-это я          | Ямели Монтойя / Лари Андраде | главная роль     |
| 2020–2021 | Хотеть всего этого      | Валерия                      | главная роль     |
| 2022      | Наследство              | Сара                         | главная роль     |